# (33086) 1997 XS
1997 XS (asteroide 33086) é um asteroide da cintura principal. Possui uma excentricidade de 0.12400750 e uma inclinação de 3.54510º.
Este asteroide foi descoberto no dia 3 de dezembro de 1997 por Takao Kobayashi em Oizumi.